# بوتریدیال
بوتریدیال (به انگلیسی: Botrydial) با فرمول شیمیایی C۱۷H۲۶O۵ یک ترکیب شیمیایی با شناسه پاب‌کم ۱۸۵۷۸۱ است؛ که جرم مولی آن ۳۱۰٫۳۸۵۳۴ g/mol می‌باشد.